# Campeonato Mundial de Ciclismo em Estrada de 2003
O LXX Campeonato Mundial de Ciclismo em Estrada realizou-se em Hamilton (Canadá) entre 7 e 12 de outubro de 2003, baixo a organização da União Ciclista Internacional (UCI) e a Associação Ciclista Canadiana.
O campeonato constou de carreiras nas especialidades de contrarrelógio e de estrada, nas divisões elite masculino, elite feminino e masculino sub-23; ao todo outorgaram-se seis títulos de campeão mundial.

## Resultados

### Masculino
- Contrarrelógio

| Posto  | Ciclista       | País      | Tempo    |
| ------ | -------------- | --------- | -------- |
| Ouro   | Michael Rogers | Austrália | 52:42,38 |
| Prata  | Uwe Peschel    | Alemanha  | 52:42,94 |
| Bronze | Michael Rich   | Alemanha  | 52:52,97 |

- Estrada

| Posto  | Ciclista           | País    | Tempo   |
| ------ | ------------------ | ------- | ------- |
| Ouro   | Igor Astarloa      | Espanha | 6:30:19 |
| Prata  | Alejandro Valverde | Espanha | 6:30:24 |
| Bronze | Peter van Petegem  | Bélgica | 6:30:24 |

### Feminino
- Contrarrelógio

| Posto  | Ciclista         | País     | Tempo    |
| ------ | ---------------- | -------- | -------- |
| Ouro   | Joane Somarriba  | Espanha  | 28:23,23 |
| Prata  | Judith Arndt     | Alemanha | 28:34,01 |
| Bronze | Zulfiya Zabirova | Rússia   | 28:49,48 |

- Estrada

| Posto  | Ciclista          | País          | Tempo   |
| ------ | ----------------- | ------------- | ------- |
| Ouro   | Susanne Ljungskog | Suécia        | 3:16:06 |
| Prata  | Mirjam Melchers   | Países Baixos | 3:16:06 |
| Bronze | Nicole Cooke      | Reino Unido   | 3:16:06 |

### Sub-23
- Contrarrelógio

| Posto  | Ciclista          | País          | Tempo    |
| ------ | ----------------- | ------------- | -------- |
| Ouro   | Markus Fothen     | Alemanha      | 38:35,39 |
| Prata  | Niels Scheuneman  | Países Baixos | 38:54,28 |
| Bronze | Alexandr Bespalov | Rússia        | 38:56,57 |

- Estrada

| Posto  | Ciclista           | País          | Tempo   |
| ------ | ------------------ | ------------- | ------- |
| Ouro   | Serguéi Lagutín    | Uzbequistão   | 4:14:05 |
| Prata  | Johan Van Summeren | Bélgica       | 4:14:05 |
| Bronze | Thomas Dekker      | Países Baixos | 4:14:05 |

## Medalheiro
| 1 | Espanha       | 2 | 1 | 0 | 3  |
| 2 | Alemanha      | 1 | 2 | 1 | 4  |
| 3 | Austrália     | 1 | 0 | 0 | 1  |
|   | Suécia        | 1 | 0 | 0 | 1  |
|   | Uzbequistão   | 1 | 0 | 0 | 1  |
| 6 | Países Baixos | 0 | 2 | 1 | 3  |
| 7 | Bélgica       | 0 | 1 | 1 | 2  |
| 8 | Rússia        | 0 | 0 | 2 | 2  |
| 9 | Reino Unido   | 0 | 0 | 1 | 1  |
|   | TOTAL         | 6 | 6 | 6 | 18 |